# Voo United Airlines 811
O Voo United Airlines 811 foi um voo regular de passageiros operado pela United Airlines de Los Angeles a Sydney, com escalas em Honolulu e Auckland. Em 24 de fevereiro de 1989, um Boeing 747-122 que realizava a rota sofreu uma falha na porta de carga em voo logo após deixar Honolulu. A descompressão explosiva resultante arrancou várias fileiras de assentos, resultando na morte de nove passageiros. O avião retornou para Honolulu, onde pousou em segurança.

## Aeronave

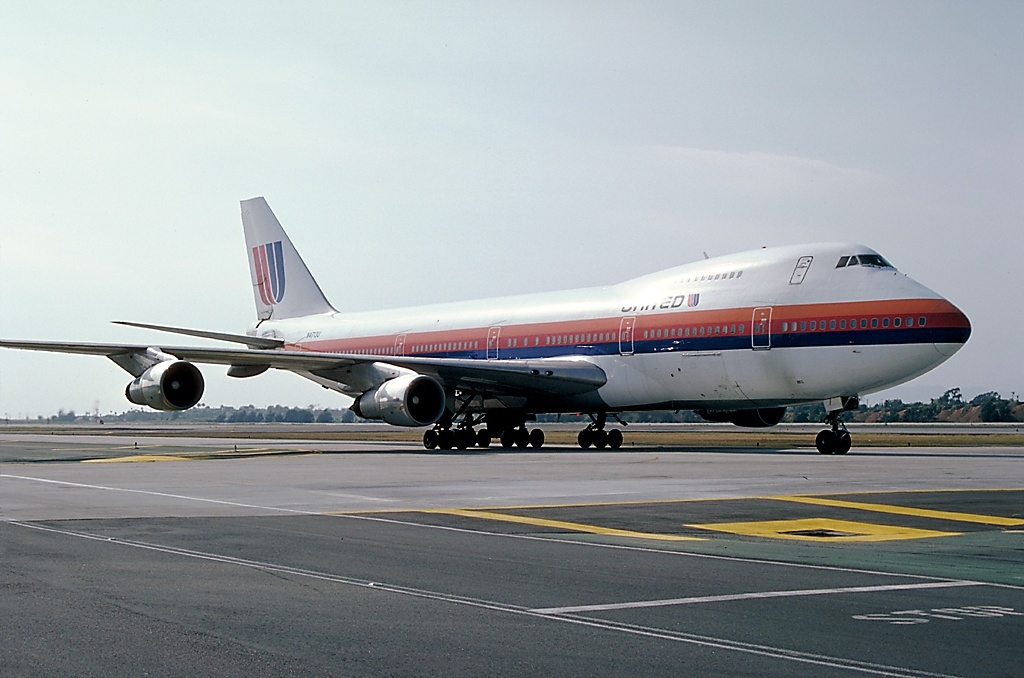
A aeronave envolvida, N4713U, no Aeroporto Internacional de Los Angeles em 1982, sete anos antes do incidente.

A aeronave envolvida era um Boeing 747-122, prefixo N4713U, que realizou seu primeiro voo em 20 de outubro de 1970 e entregue à United Airlines em 3 de novembro de 1970. No momento do incidente, o Boeing tinha acumulado 58.814 horas de voo totais, 15.028 ciclos de "pressurização" de voo, e não havia se envolvido em qualquer acidente anterior.
Em 24 de fevereiro de 1989, foi programada pela United Airlines para operar como Voo 811 do Aeroporto Internacional de Los Angeles, para o Aeroporto de Sydney na Austrália, com escalas no Aeroporto Internacional de Honolulu em Honolulu, Havaí e o Aeroporto de Auckland, Nova Zelândia.
O Voo 811 operou sem incidentes no primeiro trecho do voo programado, de Los Angeles a Honolulu, e não houve dificuldades relatadas pela tripulação ao chegar a Honolulu, onde ocorreu uma troca de tripulação.
Após o acidente, a aeronave foi reparada e colocada novamente em serviço com a United, mas seu prefixo foi alterado para N4724U. Em 1997, a aeronave foi retirada de serviço e passada para a Air Dabia como C5-FBS. A Air Dabia encerrou suas operações em 1998 e a aeronave foi abandonada no Aeroporto Internacional de Plattsburgh, onde foi desmontada em 2004.

## Tripulação
Começando em Honolulu, o Voo 811 era comandado pelo capitão David Cronin, de 59 anos. No momento do acidente, Cronin havia registrado 28.000 horas de voo, incluindo aproximadamente 1 600 a 1 700 horas no Boeing 747. O Voo 811 foi o penúltimo voo programado de Cronin antes de sua aposentadoria obrigatória.
A tripulação de voo restante consistia no primeiro oficial Gregory Slader, de 48 anos, e no engenheiro de voo Randal Thomas, de 46 anos, e quinze comissários de bordo. O primeiro oficial e o engenheiro de voo registraram 14 500 horas de voo e 20 000 horas de voo, respectivamente.

## Acidente
O Voo 811 decolou do Aeroporto Internacional de Honolulu às 01h52, horário local, com 337 passageiros e 18 tripulantes a bordo.

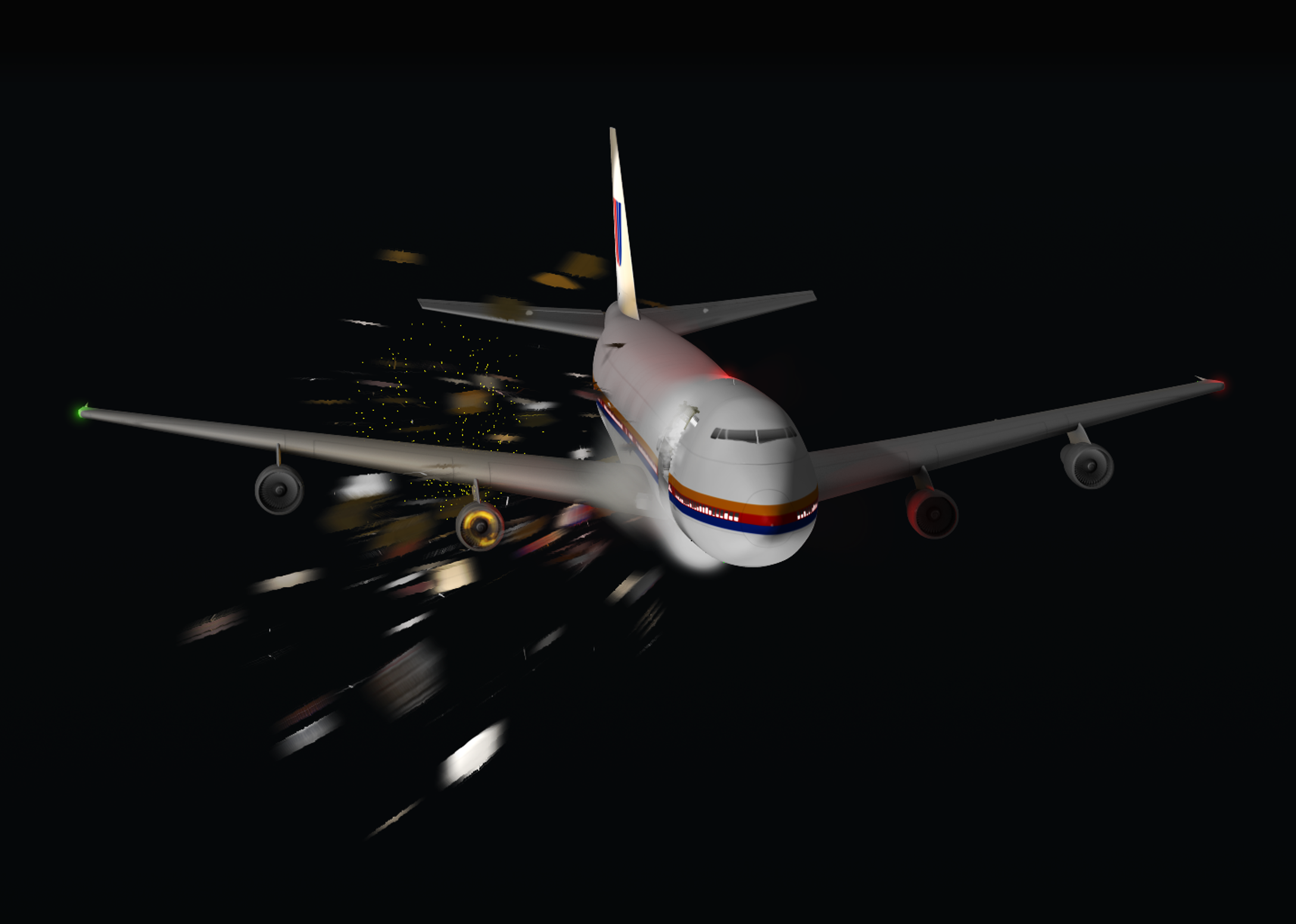
Ilustração da descompressão explosiva do Voo 811

Durante a subida, a tripulação fez preparativos para contornar tempestades ao longo da pista do avião. O capitão antecipou a turbulência e manteve o aviso do cinto de segurança do passageiro aceso. A aeronave estava voando por 17 minutos, enquanto estava passando de 22 000 ft (6 710 m) para 23 000 ft (7 010 m), quando a tripulação ouviu um alto "baque" que sacudiu toda aeronave. Um segundo e meio depois, a porta de carga dianteira explodiu. Ela foi lançada para fora com tanta força que passou por seu encaixe normal e bateu na lateral da fuselagem, abrindo-a de repente. Diferenciais de pressão e forças aerodinâmicas fizeram com que o piso da cabine desabasse e dez assentos (G e H das linhas 8 a 12) fossem ejetados da cabine. Todos os oito passageiros sentados nesses assentos morreram (os assentos 8G e 12G estavam desocupados), assim como o passageiro do assento 9F. Um buraco foi deixado na aeronave, através do qual uma comissária de bordo, Mae Sapolu, na cabine da classe executiva quase foi ejetada. A comissária de bordo sênior Laura Brentlinger pendurou-se nos degraus que levavam ao convés superior e estava pendurada neles quando ocorreu a descompressão. Os passageiros e membros da tripulação a viram agarrada a uma perna do assento e foram capazes de puxá-la de volta para dentro da cabine, embora ela estivesse gravemente ferida.
Os pilotos inicialmente acreditaram que uma bomba havia explodido dentro do avião, já que o acidente aconteceu apenas dois meses depois que o Voo Pan Am 103 explodiu quando sobrevoava Lockerbie, Escócia. Eles começaram uma descida de emergência para alcançar uma altitude onde o ar fosse respirável, enquanto também faziam uma curva de 180 graus à esquerda para voar de volta a Honolulu. A explosão danificou componentes do sistema de suprimento de oxigênio de emergência a bordo, visto que estava localizado principalmente na área da parede lateral dianteira de carga, logo atrás da porta de carga..
Os destroços ejetados da aeronave durante a descompressão explosiva danificaram os motores 3 e 4. O motor 3 apresentava forte vibração, nenhuma leitura de N1 e baixa leitura de EGT e EPR, então a tripulação o desligou. Às 02h20, foi declarada emergência e a tripulação começou a alijar combustível para reduzir o peso de pouso da aeronave. A leitura N1 do motor 4 logo caiu para quase zero, sua leitura EGT era alta e ele estava emitindo chamas, então eles também o desligaram. Alguns dos detritos ejetados de forma explosiva danificaram a borda de ataque da asa direita, amassaram o estabilizador horizontal desse lado e danificaram o estabilizador vertical.
Durante a descida, o capitão Cronin ordenou ao engenheiro de voo Thomas que avisasse aos comissários de bordo para que se preparassem para um pouso de emergência, mas ele não conseguiu contatá-los pelo intercomunicador. Ele pediu permissão ao capitão para descer e descobrir o que estava acontecendo, e ele concordou. Thomas viu danos graves imediatamente após deixar a cabine; o revestimento da aeronave foi arrancado em algumas áreas do convés superior, revelando as armações e longarinas. Enquanto descia para o convés inferior, a magnitude do dano tornou-se aparente quando ele viu o grande buraco na lateral da cabine. Ele voltou para a cabine e relatou que uma grande parte da fuselagem estava aberta atrás da porta de saída 1. Ele concluiu que provavelmente era uma bomba e que, considerando os danos, não seria sensato exceder a velocidade de estol do avião por mais de uma pequena margem.
Conforme o avião se aproximava do aeroporto, o trem de pouso foi estendido. Os flaps só puderam ser acionados parcialmente em decorrência dos danos sofridos após a descompressão. Isso exigia uma velocidade de pouso maior que o normal, de cerca de 190 kn (352 km/h) a 200 kn (370 km/h). O capitão Cronin conseguiu parar a aeronave sem ultrapassar a pista. 14 minutos se passaram desde que a emergência foi declarada. Todos os demais passageiros e comissários de bordo saíram da aeronave em menos de 45 segundos. Todos os comissários de bordo sofreram ferimentos durante a evacuação, desde arranhões a um ombro deslocado.
Apesar das extensas buscas aéreas e marítimas, nenhum resto das nove vítimas perdidas no voo foi encontrado no mar. Vários pequenos fragmentos de corpos e peças de roupa foram encontrados no motor Número 3, indicando que pelo menos uma vítima ejetada da fuselagem foi sugada pelo motor, mas não se sabia se os fragmentos eram de um ou mais vítimas.

## Investigação

### Investigação inicial do NTSB
O Conselho Nacional de Segurança nos Transportes iniciou imediatamente uma investigação sobre o acidente. No entanto, uma extensa busca aérea e de superfície do oceano inicialmente falhou em localizar a porta de carga da aeronave. Mesmo não tendo conseguido inspecionar a porta de carga, o NTSB deu continuidade à investigação e emitiu seu relatório final em 16 de abril de 1990.
O NTSB buscou evidências circunstanciais, incluindo incidentes anteriores que envolveram portas de carga. Em 1987, o Voo Pan Am 125, outro Boeing 747, saindo do Aeroporto de Heathrow em Londres, passou por problemas de pressurização a 20 000 ft (6 100 m), fazendo com que a tripulação abortasse o voo e retornasse ao aeroporto. Após o pouso, a porta de carga da aeronave estava entreaberta em cerca de 1,5 in (3,81 cm) ao longo de sua borda ventral. Uma inspeção posterior revelou que todos os braços de travamento haviam sido danificados ou totalmente cortados. A Boeing inicialmente atribuiu isso ao manuseio incorreto da equipe de terra. Para testar essa preocupação, a companhia instruiu os operadores do 747 a fechar e travar a porta de carga com a alça externa e, em seguida, ativar a chave de porta aberta com a alça ainda na posição travada. Como a chave S-2 foi projetada para desativar os motores da porta se a maçaneta estivesse travada, nada deveria ter acontecido. Algumas das companhias aéreas relataram que os motores das portas realmente começaram a funcionar, tentando forçar a porta aberta contra os setores de travamento e causando danos ao mecanismo.
Com base nas evidências disponíveis, e na atribuição de mau funcionamento anterior da porta de carga a danos e manuseio incorreto da tripulação em terra, o NTSB operou a partir do pressuposto de que uma porta de carga do 747 devidamente travada e trancada não poderia abrir em voo:
Não há meios razoáveis pelos quais os mecanismos de travamento e travamento da porta possam abrir mecanicamente em vôo de uma posição devidamente fechada e travada. Se os setores de bloqueio estivessem em condições adequadas e corretamente situados sobre os cames de trava fechados, os setores de bloqueio tinham força suficiente para evitar que os cames vibrassem para a posição aberta durante a operação em solo e o vôo. No entanto, existem dois meios possíveis pelos quais a porta de carga pode ser aberta durante o voo. Os mecanismos de travamento foram forçados a abrir eletricamente através dos setores da fechadura depois que a porta foi trancada ou a porta não foi devidamente trancada e trancada antes da partida. Então a porta se abriu quando as cargas de pressurização atingiram um ponto que as travas não conseguiram segurar.

O NTSB soube que, no caso do N4713U, a aeronave havia passado por mau funcionamento intermitente de sua porta de carga dianteira nos meses anteriores ao acidente. Com base nessas informações, o NTSB concluiu em seu relatório de abril de 1990 que essas avarias haviam danificado o mecanismo de travamento da porta de uma forma que fazia com que ela mostrasse uma indicação de travada, sem estar totalmente nessa condição. Assim, o NTSB atribuiu o acidente a erro humano da equipe de solo. Com base nesta hipótese de avaria em serviço, o NTSB também responsabilizou a companhia aérea por manutenção e inspeção inadequadas, devido à não identificação do mecanismo de bloqueio danificado. Focando nos danos à porta e nos procedimentos de manutenção, o NTSB concluiu que o acidente foi erro humano evitável, e não um problema inerente ao projeto ou função da porta de carga da aeronave.

### Investigação pessoal e desenvolvimentos posteriores
Lee Campbell, um neozelandês voltando para casa, foi uma das vítimas no Voo 811. Após sua morte, seus pais Kevin e Susan Campbell investigaram a causa usando documentos obtidos do NTSB. A investigação dos Campbells os levou a concluir que a causa do acidente não foi erro humano, mas sim a combinação de um problema elétrico e um projeto inadequado do mecanismo de travamento da porta de carga da aeronave. Posteriormente, eles apresentaram sua teoria ao conselho de segurança.
O Boeing 747 foi projetado com a porta do compartimento de carga articulada para fora, ao contrário de uma porta tampão [en], que se abre para dentro e fica presa contra sua estrutura quando a pressão externa é menor, tornando impossível a abertura acidental em grandes altitudes. A porta que se articula para fora aumenta a capacidade de carga, mas requer um forte mecanismo de travamento para mantê-la fechada. Deficiências no projeto de portas de carga de aeronaves de fuselagem larga eram conhecidas desde o início dos anos 1970, devido a falhas na porta de carga do DC-10. Esses problemas não foram totalmente tratados pela indústria aeronáutica ou pelo NTSB, apesar dos avisos e mortes nos acidentes com DC-10 e das tentativas da Boeing de resolver os problemas na década de 1970.
Já em 1975, a Boeing percebeu que os setores de travamento de alumínio eram muito finos para serem eficazes e recomendou às companhias aéreas que adicionassem dobradores aos setores de travamento. Depois do incidente da Pan Am em 1989, a Boeing emitiu um Boletim de Serviço notificando os operadores para substituir os setores de travamento de alumínio por setores de travamento de aço e realizar várias inspeções. Nos Estados Unidos, a FAA exigiu esse serviço por meio de uma Diretriz de Aeronavegabilidade e deu às companhias aéreas dos EUA de 18 a 24 meses para cumpri-la. Após o acidente do Voo 811, a FAA encurtou o tempo para 30 dias.

### Reabertura da investigação do NTSB

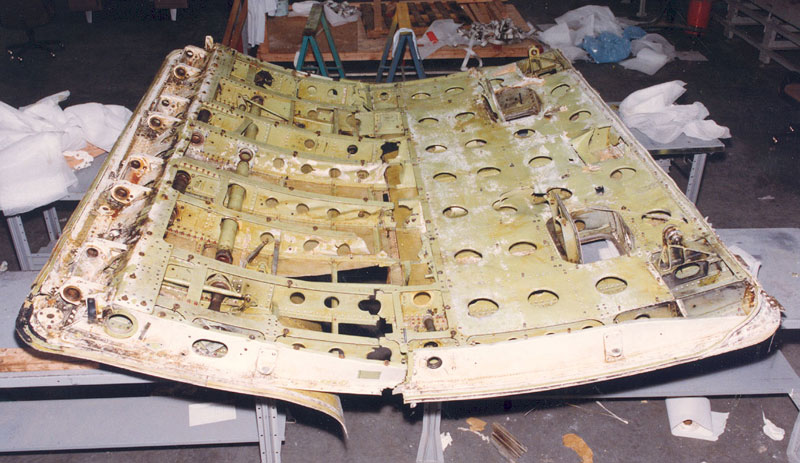
A porta de carga foi recuperada pelo submersível Sea Cliff.

Em 26 de setembro e 1° de outubro de 1990, duas metades da porta de carga do Voo 811 foram recuperadas do Oceano Pacífico a 14 000 ft (4 270 m) abaixo da superfície. A porta de carga havia se quebrado longitudinalmente no centro. As equipes de recuperação relataram que nenhum outro destroço ou evidência de restos mortais haviam sido encontrados. O NTSB inspecionou a porta de carga e concluiu que a condição do mecanismo de travamento não apoiava suas conclusões originais.
Além disso, em 1991, ocorreu um incidente no Aeroporto Internacional John F. Kennedy em Nova York envolvendo o mau funcionamento de uma porta de carga do Boeing 747 da United Airlines. Na época, a equipe de manutenção da United Airlines estava investigando a causa de um desarme do disjuntor. No processo de diagnóstico da causa, uma operação inadvertida do mecanismo de trava elétrica da porta fez com que a porta de carga se abrisse espontaneamente, apesar de estar fechada. Uma inspeção na fiação elétrica da porta revelou quebras de isolamento, e o isolamento de alguns fios elétricos permitiu que a porta voltasse a funcionar normalmente. Os parafusos da fechadura, cames de trava e pinos de trava na porta foram inspecionados e não mostraram nenhum sinal de dano do tipo previsto pela hipótese original do NTSB.

### Conclusões finais
Com base nos desenvolvimentos após a publicação de seu relatório original em abril de 1990, o NTSB emitiu um relatório final do acidente de substituição em 18 de março de 1992. Neste relatório, o NTSB determinou que a causa provável do acidente foi a repentina abertura da porta de carga, que foi atribuído a fiação inadequada e deficiências no projeto da porta. Pareceu neste caso que um curto-circuito causou uma rotação não comandada dos cames de trava, o que forçou os fracos setores de travamento a distorcer e permitir a rotação, permitindo assim que o diferencial de pressão e as forças aerodinâmicas arrancassem a porta da fuselagem, a estrutura de fixação da dobradiça, o piso da cabine e o revestimento lateral da fuselagem, causando a descompressão explosiva.

## Resultados

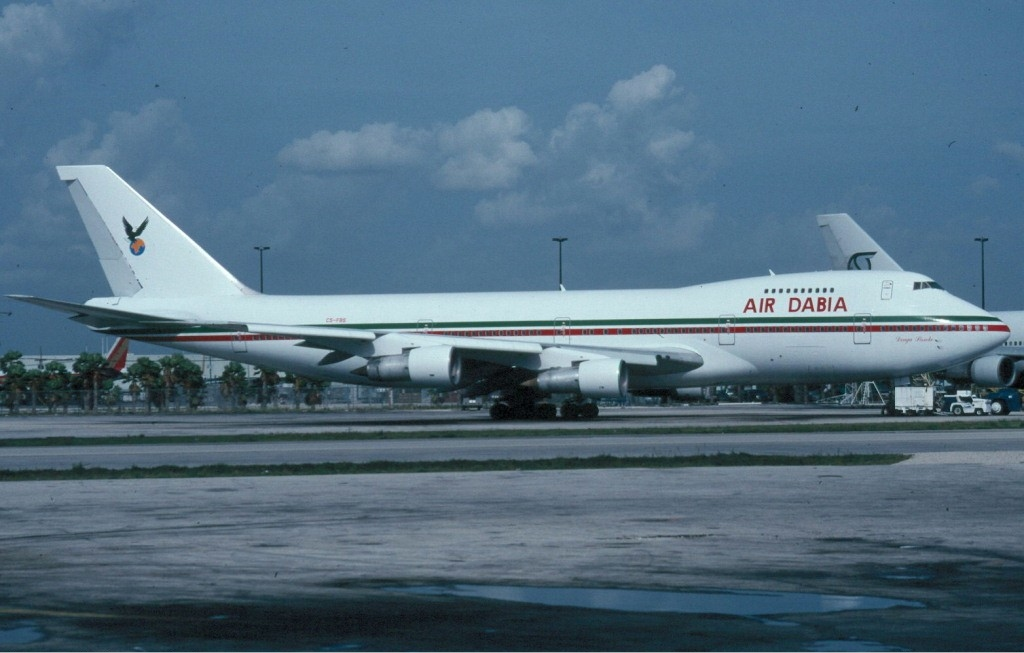
A mesma aeronave em serviço com a Air Dabia, no Aeroporto de Miami em 1999, 10 anos após o incidente

O NTSB emitiu uma recomendação para todos os modelos 747-100 em serviço na época para substituir seus mecanismos de travamento da porta de carga por fechaduras novas e reprojetadas. Uma sub-recomendação sugeriu a substituição de todas as portas de abertura para fora por portas de abertura para dentro, que não podem abrir em voo devido ao diferencial de pressão. Nenhum acidente semelhante com perda de vidas ocorreu oficialmente neste tipo de aeronave.
Em 1989, a tripulação recebeu o prêmio de heroísmo por suas ações. A aeronave foi consertada, e registrada novamente como N4724U em 1989 e voltou ao serviço da United Airlines em 1990. Em 1997, a aeronave foi entregue à Air Dabia como C5-FBS e foi abandonada em 2001 durante a manutenção de revisão no Aeroporto Internacional de Plattsburgh. Em 2004, foi sucateada para utilização de peças de reposição.
O capitão David Cronin morreu em 4 de outubro de 2010, aos 81 anos. O primeiro oficial Gregory Slader morreu em 26 de setembro de 2016, aos 75 anos.
O passageiro John Stephenson morreu em um acidente aéreo 25 anos depois, em outubro de 2014. Enquanto pilotava um Van's RV-6 [en], colidiu a aeronave com uma casa em Chelsea, no subúrbio de Melbourne.

## Dramatização
Os eventos do Voo 811 foram apresentados em "Unlocking Disaster" ("Desbloqueio do Desastre" em Portugal; "Descompressão Explosiva/United Airlines" no Brasil), um episódio da 1° temporada de 2003 da série canadense de televisão Mayday Desastres Aéreos, que incluiu entrevistas com sobreviventes e uma reconstituição do acidente. O voo também foi incluído em um episódio especial da 6° temporada de 2007 intitulado "Ripped Apart" ("Separado" em Portugal; "Destroços de um Voo" no Brasil).